# Mityana (stad)
Mityana is de hoofdplaats van het district Mityana in Centraal-Oeganda. Mityana telde in 2002 bij de volkstelling 34.623 inwoners.
De stad ligt op 77 km van de hoofdstad Kampala en ligt aan de verharde autoweg A109 tussen Kampala en Fort Portal.
Sinds 1981 is Mityana de zetel van een rooms-katholiek bisdom. Het is ook de zetel van een anglicaans bisdom.